# Tekella lineata
Espèce
Tekella lineata est une espèce d'araignées aranéomorphes de la famille des Cyatholipidae.

## Distribution
Cette espèce est endémique de Nouvelle-Zélande.

## Publication originale
- Forster, 1988 : The spiders of New Zealand: Part VI. Family Cyatholipidae. Otago Museum Bulletin., vol. 6, p. 7-34.